# Zorilispe albosetosa
Zorilispe albosetosa är en skalbaggsart som beskrevs av Stefan von Breuning 1939. Zorilispe albosetosa ingår i släktet Zorilispe och familjen långhorningar. Inga underarter finns listade i Catalogue of Life.